# Старий Кармиж
Старий Карми́ж (рос. Старый Кармыж) — присілок в Кізнерському районі, Удмуртія, Росія.

## Населення
Населення становить 175 осіб (2010, 265 у 2002).
Національний склад (2002):
- удмурти — 88 %

## Урбаноніми[3]
- вулиці — Азіна, Вільхова, Колгоспна, Південна, Шкільна

## Історія
Вперше присілок Карамиш-Пельга згадується в Ландратському переписі 1716 року серед населених пунктів сотні Тукбулатова Рисова Арської дороги Казанського повіту. За результатами Першого Всеросійського перепису 1897 року тут проживало 262 особи. Поселення відносилось до Старокармизької сільської спільноти Василівської волості Єлабузького повіту. У 1924–29 роках Старий Кармиж перебував у складі Троцької волості. 1929 року в результаті районування волость та присілок увійшли до складу Граховського району. В 1935–1956 роках Кримська Слудка перебувала у складі Бемизького району, після його ліквідації — Кізнерського.